# يو إف سي ليلة القتال: باربوزا ضد لي
يو إف سي ليلة القتال: باربوزا ضد لي (بالإنجليزية: UFC Fight Night: Barboza vs. Lee)‏ هو حدث لفنون القتال المختلطة نظمته يو إف سي، أُقيم في 21 أبريل 2018، على قاعة بوردووك في أتلانتيك سيتي، نيوجيرسي، الولايات المتحدة.